# 万富駅
万富駅（まんとみえき）は、岡山県岡山市東区瀬戸町万富にある、西日本旅客鉄道（JR西日本）山陽本線の駅である。駅番号はJR-S07。

## 歴史
- 1897年（明治30年）12月26日：山陽鉄道和気駅 - 瀬戸駅間に新設[1]。旅客・貨物取扱開始[1]。
- 1906年（明治39年）12月1日：山陽鉄道国有化[1]、官営鉄道の駅となる。
- 1909年（明治42年）10月12日：線路名称制定、山陽本線所属となる。
- 1960年（昭和35年）10月15日：貨物取扱廃止[1]。
- 1972年（昭和47年）1月5日：麒麟麦酒岡山工場が操業開始。同時に同工場への専用線が運用を開始し、貨物取扱再開[1]。
- 1985年（昭和60年）2月1日：荷物扱い廃止[1]。
- 1986年（昭和61年）11月1日：貨物取扱廃止[1]、麒麟麦酒専用線も運用終了。
専用線は、製品出荷や原料入荷に使用されていた。また湊川駅（晩年は神戸港駅）から麦芽輸送貨物列車が同年10月17日まで運行されていた。
- 1987年（昭和62年）4月1日：国鉄分割民営化に伴い、JR西日本の駅となる[1]。
- 2007年（平成19年）
  - 6月20日：ICOCA対応簡易型自動改札機を導入。
  - 9月1日：ICカード「ICOCA」の利用が可能となる。
- 2009年（平成21年）4月1日：岡山市が政令指定都市に移行、所在地表示が岡山市東区瀬戸町万富となる。
- 2019年（令和元年）
  - 5月31日：この日限りでみどりの窓口営業終了[2][3]。
  - 6月1日：この日より終日無人駅化[3]。
- 2020年（令和2年）9月：駅ナンバリングが導入され、使用を開始[4][5]。

## 駅構造
単式ホーム1面1線と島式ホーム1面2線、合計2面3線を有する地上駅。駅舎は単式1番のりば側にあり、島式2・3番のりばへは跨線橋で連絡している。
東岡山駅管理の無人駅。ICOCAが利用可能（相互利用可能ICカードはICOCAの項を参照）。

### のりば
| のりば | 路線     | 方向 | 行先                 | 備考                    |
| ------ | -------- | ---- | -------------------- | ----------------------- |
| 1      | 山陽本線 | 上り | 和気・相生・姫路方面 |                         |
| 2・3   | 山陽本線 | 下り | 岡山・倉敷・三原方面 | 2番のりばは当駅始発のみ |

付記事項
- 上り本線は1番のりば、下り本線は3番のりばである。2番のりばは上下共用待避線（中線）であり、貨物列車が停車する場合がある。なお、定期旅客列車は朝に1本のみ運行する当駅折返し岡山方面行のみ使用する。
- 当駅 - 三石駅間は、LED式発車標と詳細放送は導入されていない。

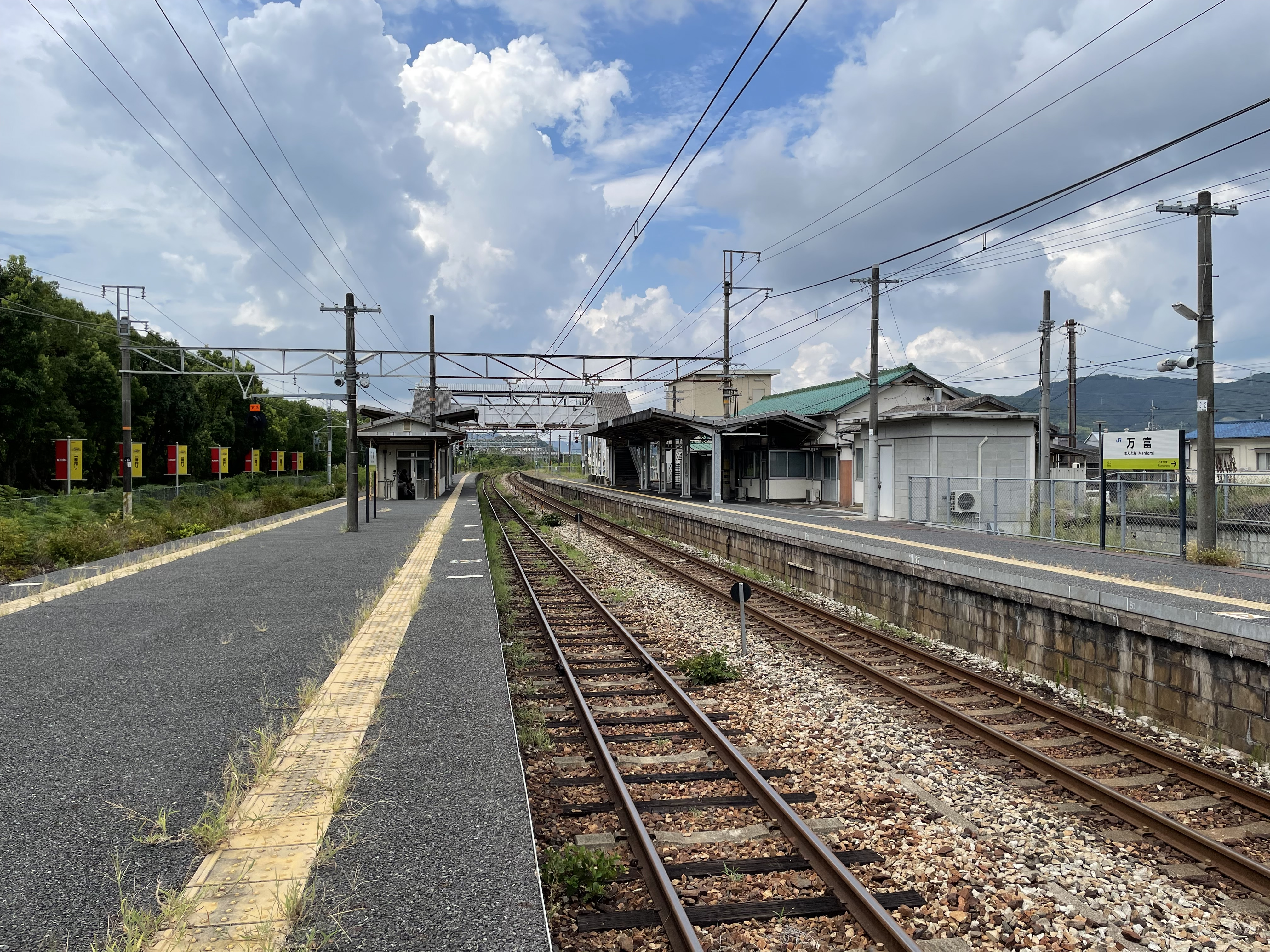
ホーム（2024年8月）

過去の運行に関して
- 2007年（平成19年）6月30日まで、特急「やくも」が当駅まで回送されていた。これは当時行われていた岡山駅構内改良工事に伴うものであり、工事終了後は岡山駅引上線を使って折返している。
- 以前は広島地区の快速「シティライナー」の最東限発着駅となっていた（但し下り1本のみ）。しかし、2009年（平成21年）3月改正限りで当該列車は糸崎駅で系統分断され、「シティライナー」の岡山駅以東乗入は廃止された。
- 1990年（平成2年）3月10日 - 1991年（平成3年）3月15日までの約1年間は、当駅始発の呉線経由普通広島行が1本運行されていた[6]。

## 利用状況
近年の1日平均乗車人員の推移は以下の通り。
| 年度   | 1日平均 乗車人員 | 出典   |
| ------ | ---------------- | ------ |
| 1997年 | 681              | [ 7 ]  |
| 1998年 | 691              | [ 8 ]  |
| 1999年 | 702              | [ 9 ]  |
| 2000年 | 717              | [ 10 ] |
| 2001年 | 666              | [ 11 ] |
| 2002年 | 699              | [ 12 ] |
| 2003年 | 741              | [ 13 ] |
| 2004年 | 740              | [ 14 ] |
| 2005年 | 705              | [ 15 ] |
| 2006年 | 710              | [ 16 ] |
| 2007年 | 679              | [ 17 ] |
| 2008年 | 679              | [ 18 ] |
| 2009年 | 651              | [ 19 ] |
| 2010年 | 645              | [ 20 ] |
| 2011年 | 652              | [ 21 ] |
| 2012年 | 650              | [ 22 ] |
| 2013年 | 672              | [ 23 ] |
| 2014年 | 671              | [ 24 ] |
| 2015年 | 668              | [ 25 ] |
| 2016年 | 639              | [ 26 ] |
| 2017年 | 635              | [ 27 ] |
| 2018年 | 625              | [ 28 ] |
| 2019年 | 631              | [ 29 ] |
| 2020年 | 517              | [ 30 ] |
| 2021年 | 511              | [ 31 ] |

## 駅周辺

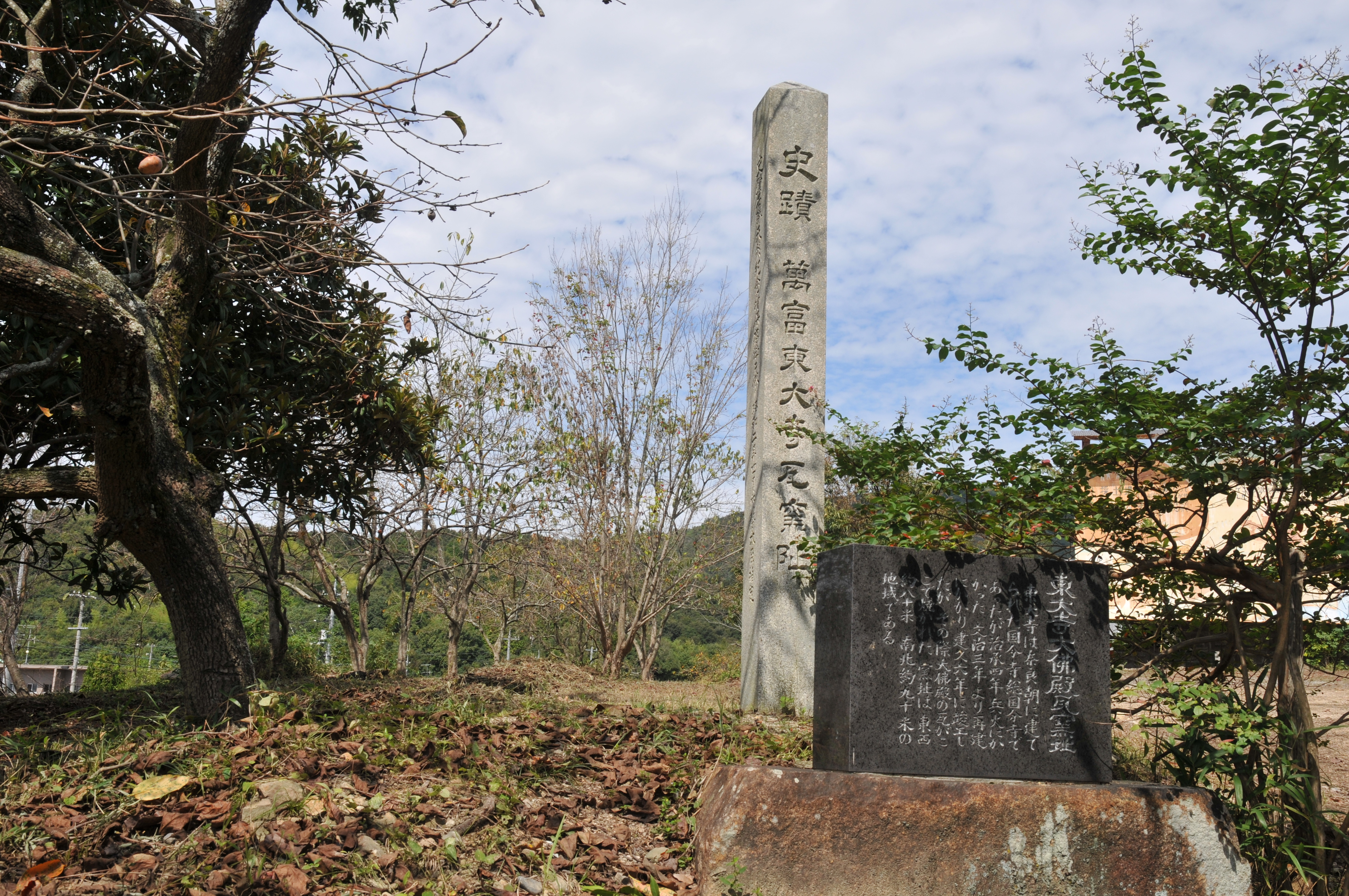
万富東大寺瓦窯跡にある標柱

- 岡山市東区役所瀬戸支所万富サービスコーナー
- 麒麟麦酒岡山工場
- アルテミラ製缶岡山工場
- 万富郵便局
- 岡山市立千種小学校
- 岡山市東消防署瀬戸出張所
- 岡山県道・兵庫県道96号岡山赤穂線
- 岡山県道179号万富停車場弓削線
- 万富東大寺瓦窯跡

## 隣の駅
西日本旅客鉄道（JR西日本）
 山陽本線
熊山駅 (JR-S08) - 万富駅 (JR-S07) - 瀬戸駅 (JR-S06)